# Örnsköldsvik

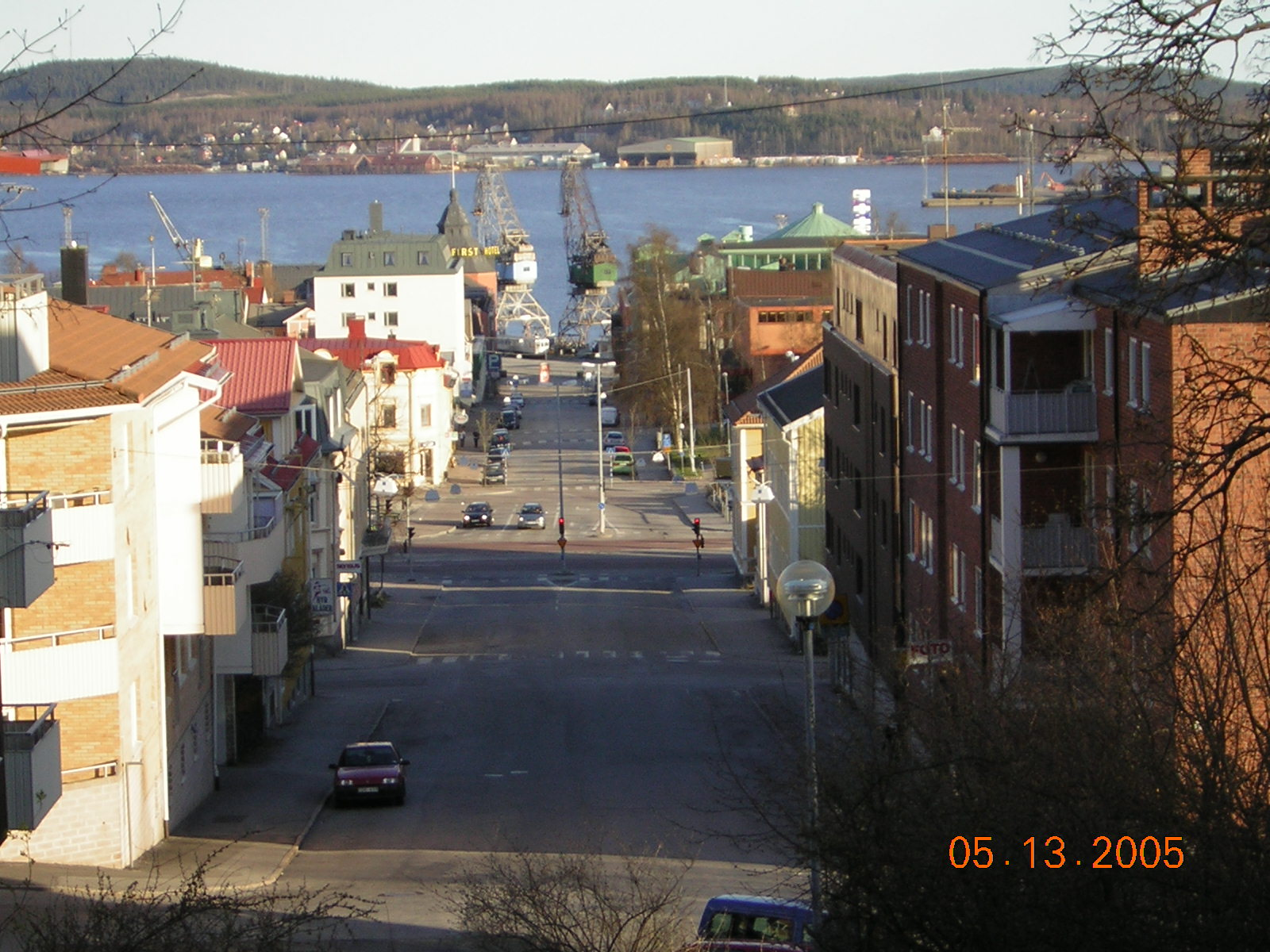
Lasaretsgatan

Örnsköldsvik – miasto w północnej Szwecji, położone na wschodnim wybrzeżu kraju, nad Zatoką Botnicką; stolica regionu Västernorrland i siedziba gminy Örnsköldsvik. Jedno z najważniejszych miast Norrlandii, liczy 28 617 mieszkańców. (2005), siódme pod względem ludności w regionie. Miasto nazywane jest często w skrócie Ö-vik.

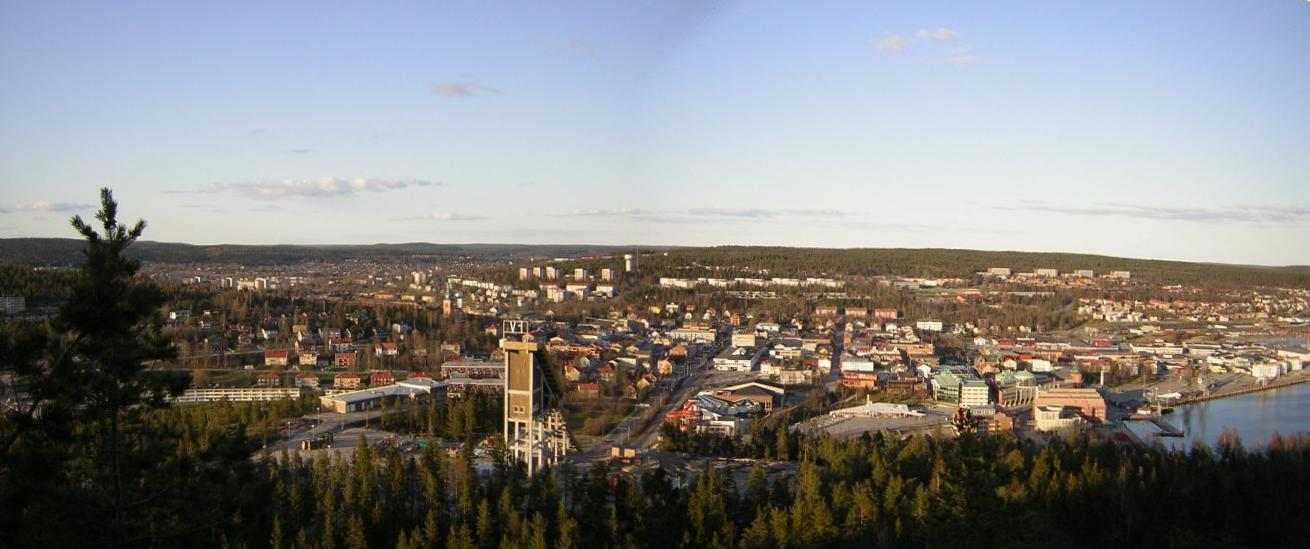
Panorama Örnsköldsvik

## Historia
Örnsköldsvik został założony jako osada w 1842, prawa miejskie otrzymał dopiero w 1894. Nazwa miasta pochodzi od wojewody Pera Abrahama Örnskölda i jest jednym z nielicznych miast w Szwecji, które bierze nazwę od osoby cywilnej (nie-królewskiej). Örnsköldsvik położony jest w krainie historycznej Ångermanland, na obszarze tzw. Wysokiego Wybrzeża (Höga Kusten).

## Przemysł
Örnsköldsvik jest ważnym ośrodkiem przemysłowym. Najlepiej rozwinięty jest przemysł chemiczny, celulozowo-papierniczy, maszynowy i metalowy. W mieście i gminie czynnych jest około 2500 przedsiębiorstw.

## Sport i rekreacja
W Örnsköldsviku znajduje się największy aquapark w Szwecji – Paradisbadet. W mieście znajduje się ciekawa skocznia narciarska Paradiskullen. Nad drogą hamowania przebiega wiaduktem linia kolejowa a samo zakończenie drogi hamowania wystaje nad jezdnią na swojego rodzaju platformie.
W Örnsköldsviku swoją siedzibę ma drużyna hokejowa MODO Hockey. Z miasta pochodzą znani hokeiści: Peter Forsberg, Markus Näslund, Daniel Sedin, Henrik Sedin i Victor Hedman.

## Komunikacja
Przez miasto przebiega międzynarodowa droga transeuropejska E4. 24 km na północ od miasta, w miejscowości Gideå, leży port lotniczy Örnsköldsvik (ESNO/OER), mające dzienne połączenia ze Sztokholmem. W 2010 roku Örnsköldsvik uzyskał połączenie z Umeå nową, szybką linią kolejową Botniabanan.

## Miasta partnerskie
- Äänekoski
- Brande
- Hveragerði
- Sigdal
- Tarp